# Garo Antreasian
Garo Antreasian (Indianapolis, 1922 — Albuquerque, 2018) est un lithographe et enseignant américain. Il a participé à la création et à l'administration du Tamarind Lithography Workshop, dont il a été le maître imprimeur et directeur technique.

## Biographie

### Jeunesse, formation et guerre
Garo Antreasian naît à Indianapolis, dans l'Indiana, le 16 février 1922, peu après que sa famille arménienne parvienne à fuir son pays et le génocide arménien de 1915. Son père, Zareh Moses Antreasian, a été très actif au sein de la Fédération révolutionnaire arménienne et a réussi à gagner les États-Unis en s'enfuyant de prison, quelques années avant de parvenir à faire venir son épouse, Takouhie, en 1921, échappant de quelques mois à l'Incendie de Smyrne, qui a eu lieu dans le quartier où ils vivaient. Garo grandit à Indianapolis sans parler anglais, mais va quand même à l'école — un isolement qui le pousse à développer son imagination et à se réfugier dans les bibliothèques, où il découvre le monde de l'art.
Antreasian fréquente le lycée technique d'Arsenal (en) d'Indianapolis, où il est initié à la lithographie après avoir été encouragé par ses professeurs à développer ses talents de dessinateurs, et soutenu dans la foulée par ses parents,,. Antreasian cherche à travailler dans une presse lithographique, et un certain Mr. Oval, ancien artiste allemand et propriétaire d'une presse, le prend sous son aile, lui offrant même sa toute première pierre lithographique.
Il étudie à l'Institut d'art Herron (en) d'Indianapolis, bien que le programme de lithographie ait disparu un an auparavant. L'école possède néanmoins encore une presse et Antreasian demande au directeur de pouvoir l'utiliser : c'est ainsi qu'il réalise ses toutes premières estampes,.
Quand la Seconde Guerre mondiale éclate, Antreasian s'engage comme artiste de guerre pour consigner les actions militaires de l'armée américaine dans le Pacifique. Après avoir produit des œuvres inspirées par le réalisme social (en) et la Grande Dépression ses premières années, il s'acquitte de la tâche de représenter les horreurs de la guerre dont il est témoin : il est notamment l'auteur de quelques-unes des premières représentations des attaques kamikazes des pilotes japonais. Cependant, il fait aussi face à la censure de ses supérieurs, qui considèrent que ses images pourraient nuire au moral des troupes ; il ne reste donc de son œuvre que des bâtiments et des chantiers navals en ruine.

### Carrière

#### Débuts commerciaux
À son retour de la guerre, Garo Antreasian épouse Jeanne Glasscock, ancienne élève de Herron et tisseuse de talent. Ils s'installent à New York en 1948 où Garo étudie à l'Atelier 17 et à l'Art Students League de New York.
Tandis que le couple a son premier enfant, David (ils en auront également un deuxième, Thomas), Garo travaille comme artiste commercial, acceptant des commandes de peintures murales pour des sociétés privées. Ces œuvres lui posent problème pour la qualité des matériaux et supports utilisés. Il entre donc en contact avec une ancienne connaissance, Henry Levison, pour qu'il lui fabrique des peintures synthétiques de qualité : de cette collaboration naît en 1955 la marque de peinture acrylique Liquitex (en), devenue un leader sur le marché.

#### Le Tamarind Lithography Workshop
Garo Antreasian n'abandonne pas son medium de prédilection et en 1959, il écrit un texte, Special problems relative to Artistic Lithography in the News of Prints journal (Problèmes particuliers relatifs à la lithographie artistique dans la revue News of Prints), où il se plaint du statut de la lithographie aux États-Unis et du manque de ressources éducatives sur le sujet. Au même moment, June Wayne fait face au même problème, constatant que pour mener à bien ses ambitions artistiques, elle n'a comme option que d'aller en France. Wilson MacNeil Lowry, de la fondation Ford, remarque le texte d'Antreasian ainsi qu'un ouvrage d'art de Wayne, Songs and Sonets et propose à celle-ci de soumettre un projet à la fondation,.
C'est ainsi qu'en 1960, June Wayne crée le Tamarind Lithography Workshop, une organisation à but non lucratif dans le but de revitaliser la technique de la lithographie aux États-Unis,,,. Elle en prend la direction, soutenue par Clinton Adams dans le rôle de directeur associé et Garo Antreasian dans le rôle de maître imprimeur et directeur technique,,. En 1964, Antreasian déménage à Albuquerque, où il enseigne l'art à l'université du Nouveau-Mexique (UNM), tout en assumant ses responsabilités avec le Tamarind. Il contribue à placer celui-ci sous les auspices de l'UNM et le Tamarind Lithography Workshop déménage à Albuquerque pour devenir le Tamarind Institute, intégré à la faculté des beaux-arts de l'université. Antreasian enseigne à l'UNM de 1964 à 1987 dont il devient le président du département d'art et d'histoire de l'art, puis professeur émérite après sa retraite,.
L'atelier est avant tout un lieu de formation des artistes, mais plusieurs innovations y ont lieu, et Garo Antreasian y va de la sienne : le spectrum rolling, un processus qui mélange deux ou plusieurs couleurs à l'aide d'un rouleau pour créer un spectre mélangé à appliquer à une image, et qui sera appelé plus tard le rainbow roll, le rouleau étant bardé de plusieurs couleurs avant l'impression. Ce procédé lui est inspiré de l'estampe Jane Avril (1899), de Henri de Toulouse-Lautrec, qui a intrigué Garo pendant de nombreuses années et qui présente un doux mélange de tons bleus et jaunes dans la représentation d'un serpent.
Il coécrit avec Clinton Adams The Tamarind Book of Lithography: Art and Techniques (Harry N. Abrams, 1971), considéré pendant longtemps comme un ouvrage de référence.

### Dernières années
En 1985, Antreasian reçoit une bourse Fulbright pour se rendre au Brésil et donner des conférences à São Paulo et Rio de Janeiro.
Garo Antreasian meurt à Albuquerque le 3 novembre 2018,.

## Œuvre
Garo Antreasian s'est particulièrement intéressé à la technique de la lithographie après s'être rendu compte que cet art avait pratiquement disparu du paysage artistique américain. Après une première phase lors de laquelle il se concentre sur des thèmes sociaux réalistes (en), Antreasian a une approche plus picturale, travaillant sur la ligne, la couleur et la composition de formes abstraites.
Les œuvres de Garo Antreasian sont conservées dans de nombreuses institutions muséales, parmi lesquelles l'Art Institute of Chicago, le Metropolitan Museum of Art de New York, le Museum of Modern Art de New York, la National Gallery of Art de Washington, le Smithsonian American Art Museum et The Hyde Collection (en), dans l'État de New York.
En plus de l'important The Tamarind Book of Lithography: Art and Techniques (1971), Garo Antreasian a laissé un Mémoires, Reflections on art and life, dans lequel il raconte son œuvre.